# Eupatorium yakushimaense
Eupatorium yakushimaense là một loài thực vật có hoa trong họ Cúc. Loài này được Masam. & Kitam. mô tả khoa học đầu tiên năm 1933.